# Autotomi

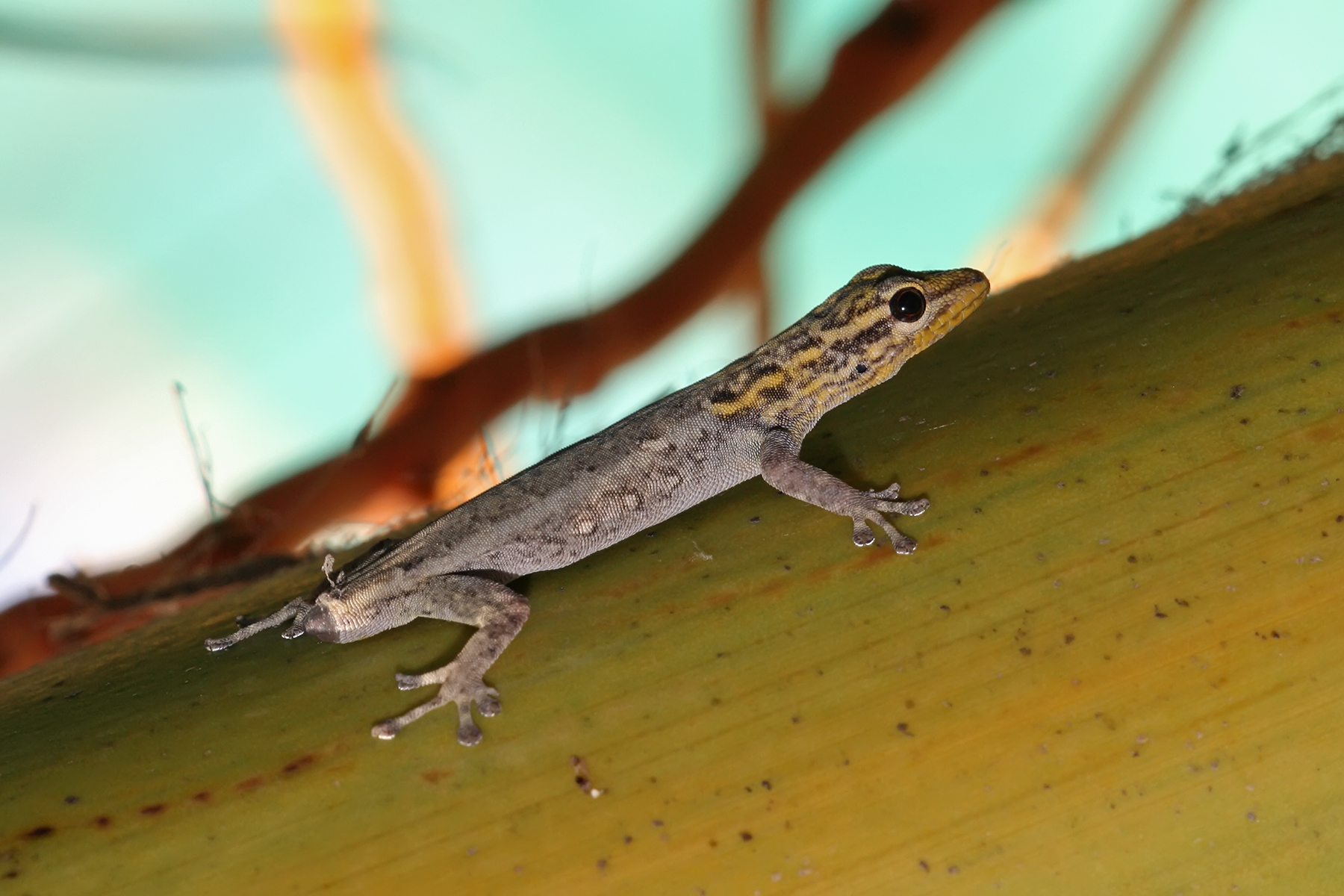
En geckoödla som förlorat sin svans genom autotomi.

Autotomi är ett djurs förmåga att släppa en extremitet som fastnat. Detta sker vanligen som en försvarsmekanism för att komma undan ett rovdjur. I vissa fall kan kroppsdelen regenerera. Ett populärt exempel är vissa ödlors förmåga att släppa en fastklämd svans. Andra djur som också kan förlora och regenerera bihang när det är nödvändigt för överlevnaden är bläckfiskar, krabbor, sjöstjärnor, ormstjärnor, humrar och spindlar.
Ödlor med förmågan att släppa svansen kan göra detta på ett av två olika sätt. En del ödlor har en svans med ställen där kotor och vävnad är svagare. Om ödlan fångas i svansen kan den fly genom att dra samman musklerna framför ett sådant svagare ställe så att kotan bryts sönder och svansen släpps. Andra ödlor har inte denna svaghet i en enskild kota, utan svansen bryts istället av mellan två kotor. 